# Hyposidra subfasciata
Hyposidra subfasciata är en fjärilsart som beskrevs av Walker 1866. Hyposidra subfasciata ingår i släktet Hyposidra och familjen mätare. Inga underarter finns listade i Catalogue of Life.